# 새만금포항고속도로지선 (익산 완주)
새만금포항고속도로지선(새萬金浦項高速道路支線, 고속국도 제204호선)은 전북특별자치도 익산시 왕궁면 익산 분기점을 기점으로, 완주군 상관면을 종점으로 하는 대한민국의 고속도로이며 새만금포항고속도로의 지선이다.
본래 익산포항고속도로 익산 ~ 장수 구간의 본선을 이루는 구간이었으나, 2018년 10월 1일 고속도로 노선 변경으로 새만금 ~ 전주 구간과 기존 고속도로가 이어지면서 잔여 구간인 익산 분기점 ~ 완주군  (익산 ~ 완주) 구간이 지선으로 분리되었다.

## 역사
- 2018년 10월 1일 : 기존 익산포항고속도로 익산 ~ 장수 구간 중 익산 분기점 ~ 전라북도 완주군 상관면 구간을 고속국도 제204호선 새만금포항고속도로지선(새만금 ~ 포항의 지선(익산 ~ 완주))로 분할[1]

## 구성
차로수
- 전 구간 왕복 4차로

총 연장
- 24.5 km

제한속도
- 전 구간 최고 100km/h, 최저 50km/h

### 터널
| 터널 이름 | 소재지                              | 길이 | 준공 년도 | 비고      |
| --------- | ----------------------------------- | ---- | --------- | --------- |
| 소양1터널 | 전북특별자치도 완주군 소양면 화심리 | 745m | 2007년    | 완주 방면 |
| 소양1터널 | 전북특별자치도 완주군 소양면 화심리 | 705m | 2007년    | 익산 방면 |
| 소양2터널 | 전북특별자치도 완주군 소양면 화심리 | 360m | 2007년    | 완주 방면 |
| 소양2터널 | 전북특별자치도 완주군 소양면 화심리 | 198m | 2007년    | 익산 방면 |
| 상관1터널 | 전북특별자치도 완주군 상관면 의암리 | 125m | 2007년    | 완주 방면 |
| 상관1터널 | 전북특별자치도 완주군 상관면 의암리 | 136m | 2007년    | 익산 방면 |

### 교량
- 익산JCT3교
- 왕궁육교
- 석전1교
- 삼례천교
- 석전2교
- 신탁1교
- 신탁3교
- 고산천교
- 구만교
- 용흥4교
- 삼산교
- 명덕1교
- 명덕2교
- 죽절교
- 황운교
- 소양천교
- 화심1교
- 화심2교
- 의암1교
- 의암2교

## 나들목 · 분기점
- 여기서 숫자는 진출입교차점 (IC 및 JC) 번호를 말하고, TG는 요금소(Tollgate), SA는 휴게소(Service Area)를 뜻한다.
- 거리의 단위는 km이다.
- 미개통 구간인 경우는 배경을 붉은색으로 표시하였다.

| 번호                             | 이름        | 로마자 이름 | 구간 거리 | 누적 거리 | 접속 노선                 | 소재지         | 소재지 | 비고                                     |
| -------------------------------- | ----------- | ----------- | --------- | --------- | ------------------------- | -------------- | ------ | ---------------------------------------- |
| 1                                | 익산 분기점 | Iksan JC    | -         | 0.00      | 25호선 호남고속도로       | 전북특별자치도 | 익산시 |                                          |
| 2                                | 완주        | Wanju       | 7.60      | 7.60      | 국도 제17호선 (완주로)    | 전북특별자치도 | 완주군 |                                          |
| 2-1                              | 완주 분기점 | Wanju JC    | 2.86      | 10.46     | 27호선 순천완주고속도로   | 전북특별자치도 | 완주군 |                                          |
| SA                               | 완주휴게소  | Wanju SA    |           |           |                           | 전북특별자치도 | 완주군 | 양방향(간이 휴게소) (양방향 주유소 없음) |
| 3                                | 소양        | Soyang      | 6.36      | 16.82     | 국도 제26호선 (전진로)    | 전북특별자치도 | 완주군 |                                          |
|                                  | 상관 분기점 | Sanggwan JC |           |           | 20호선 새만금포항고속도로 | 전북특별자치도 | 완주군 |                                          |
| 20호선 새만금포항고속도로와 직결 |             |             |           |           |                           |                |        |                                          |

## 주요 경유지
전북특별자치도
- 익산시 왕궁면 - 완주군 (봉동읍 · 삼례읍 · 용진읍 · 봉동읍 · 용진읍 · 소양면 · 상관면)